# هیتوشی تومیشیما
هیتوشی تومیشیما (انگلیسی: Hitoshi Tomishima؛ زادهٔ ۱ ژوئن ۱۹۶۴) بازیکن فوتبال اهل ژاپن است.
از باشگاه‌هایی که در آن بازی کرده‌است می‌توان به باشگاه فوتبال آویسپا فوکوئوکا اشاره کرد.